# MAS 38
MAS 38 (Manufacture dʼarmes de Saint-Étienne) — французский пистолет-пулемёт периода Второй мировой войны.

## История
MAS-38 выпускался в начале войны, когда Франция уже была частично оккупирована. Во время германской оккупации завод бездействовал, но MAS-38 использовался в ограниченных количествах некоторыми частями Вермахта, под индексом MP.722(f). В конце 1940-х и начале 1950-х это оружие наравне с пистолетами-пулемётами Томпсона применялось французскими войсками в Индокитайской войне. Некоторые трофейные образцы MAS 38 были переделаны вьетнамскими партизанами под более привычный патрон 7,62×25 мм ТТ. В самой же Франции он был позднее заменён на более совершенный MAT-49.
Оружие отличалось высоким качеством изготовления, будучи, как и многие образцы ПП 30-х годов, изготовлено методом фрезерования вместо гораздо более технологичной штамповки. Это привело к сравнительно высокой себестоимости для оружия с низкой эффективностью патрона и невысокой дальнобойностью. В результате этого оружие не производилось в значительных количествах. До поражения Франции в 1940 году было изготовлено менее 2000 штук. После окончания Второй мировой войны оружейный завод в Сент-Этьене продолжил выпуск MAS-38 вплоть до 1949 года.

## Конструкция
Пистолет-пулемёт MAS-38 построен на основе автоматики со свободным затвором, стрельба ведётся с открытого затвора и только автоматическим огнём. Рукоятка взведения затвора расположена справа.

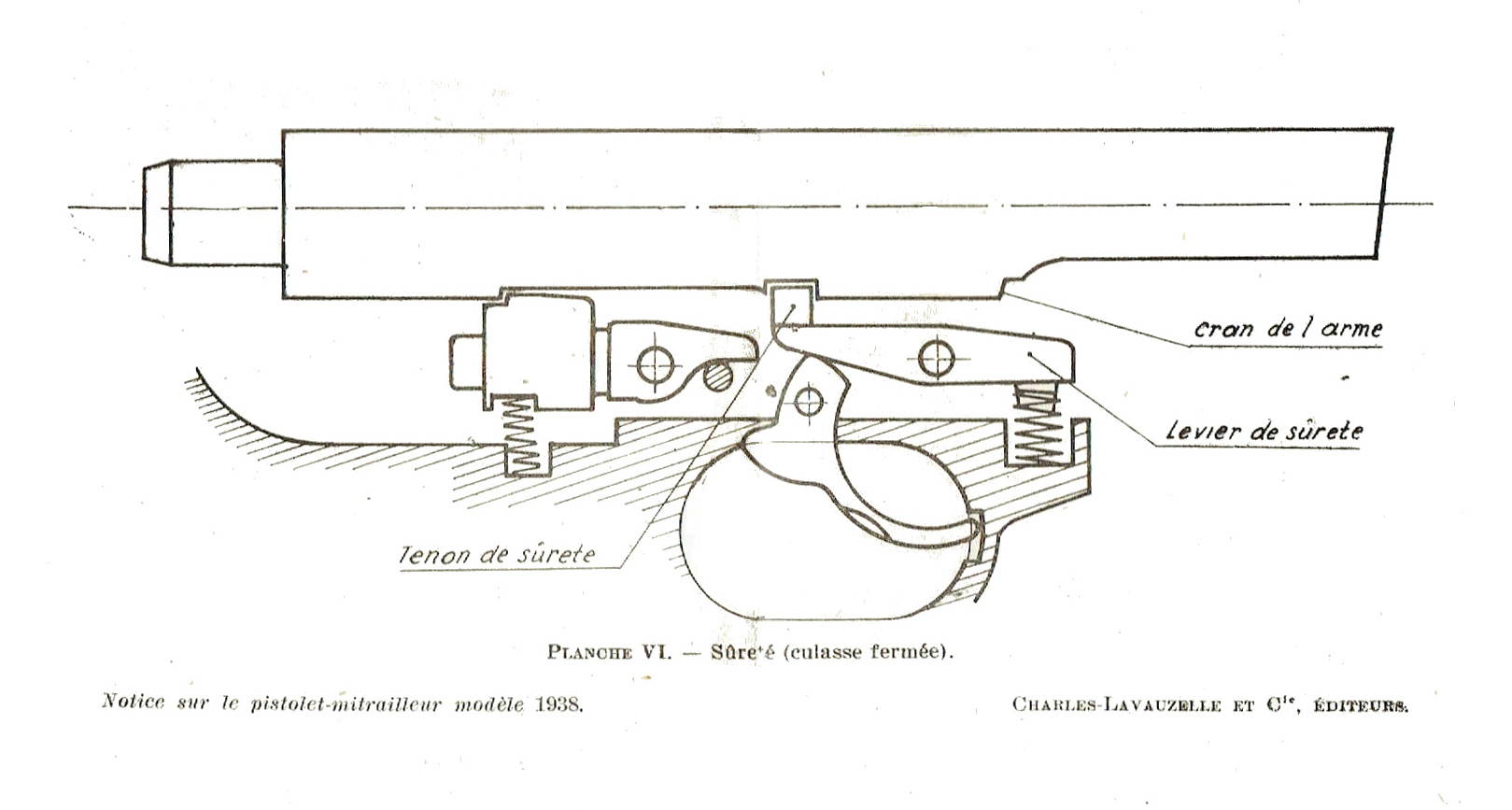
Предохранитель MAS 38.

Из недостатков этого оружия можно указать отсутствие защитного кожуха ствола и маломощность патрона 7,65x20 мм(по сравнению с которым пистолетные патроны 7,62×25 мм ТТ советских ПП или 9 мм немецких имели на 50 % большую мощность, что для военных действий имело большое значение), но его большой приклад можно было успешно использовать в рукопашной.
ПП MAS-38 был довольно компактным оружием (623 мм по сравнению с ППШ (843 мм) или МП38/40 (833 мм с разложенным прикладом), то есть по размеру этот ПП был меньше, чем очень популярный (из-за своей компактности) ПП Узи (650 мм) с деревянным прикладом). Эта компактность была достигнута путём размещения трубки с пружиной для шептала в прикладе, наподобие пулемета МГ-34, однако, не желая поднимать прицельные приспособления на уровень глаза стрелка, как было позже сделано, например, в американском M16, конструкторы просто поставили затвор с пружиной под углом к стволу, что придало этому автомату необычный «гнутый» вид. Кроме того, при откате затвора создаётся повышенное сопротивление трения, позволяющее уменьшить скорострельность ПП до приемлемых 600—700 в/м при сравнительно лёгком затворе. Аналогичный способ замедления скорострельности также используется в финском ПП Jati-Matic / GG-95 PDW. Такое необычное инженерное решение, по всей видимости, не уменьшило надёжность оружия.

## Боевое применение
28 апреля 1945 года из MAS-38 Вальтером Аудизио был расстрелян итальянский диктатор Бенито Муссолини.

## Галерея

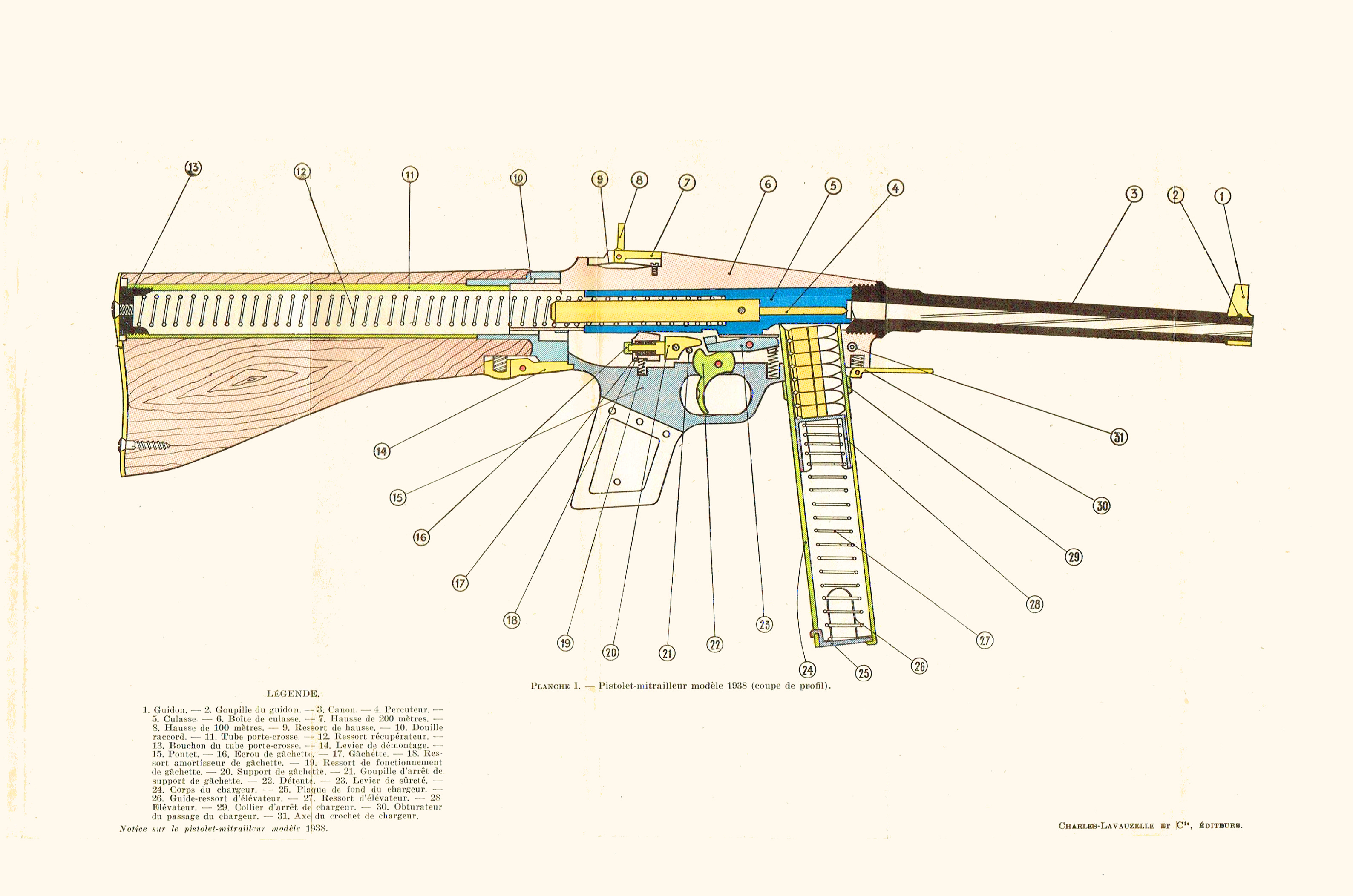
Схема MAS-38
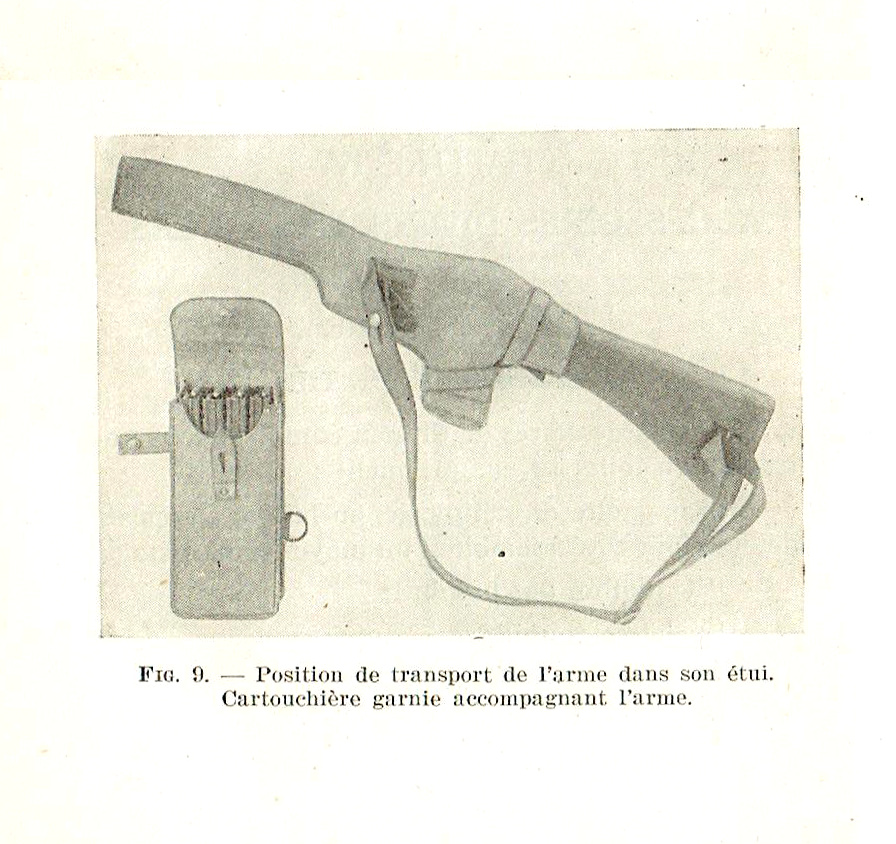
Подсумок для магазинов и MAS-38 в кобуре
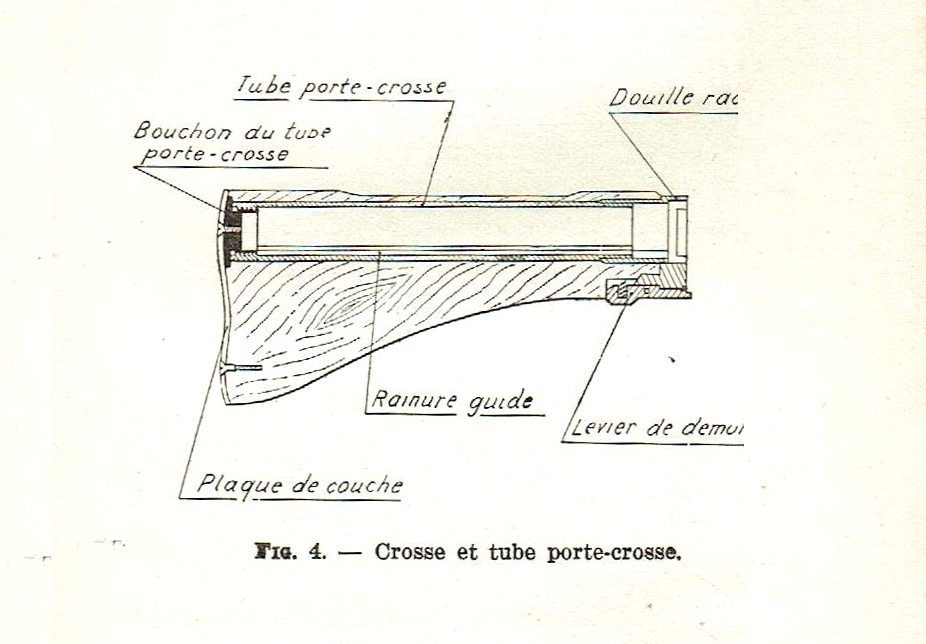
Схема приклада
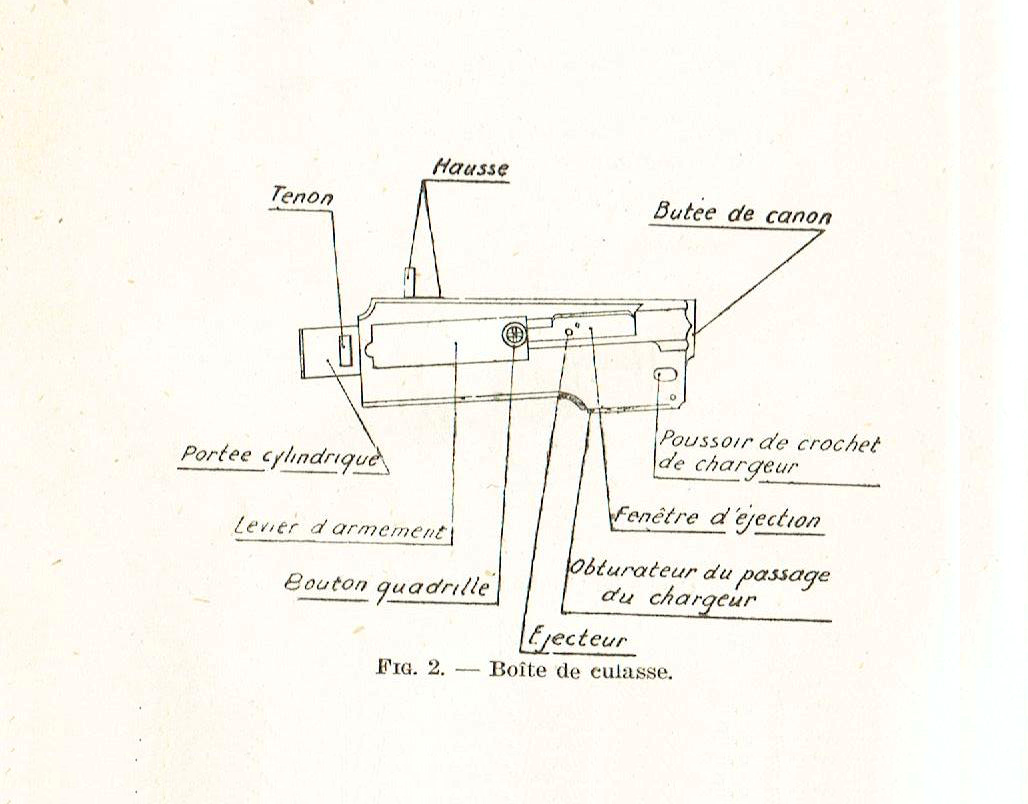
Схема ствольной коробки
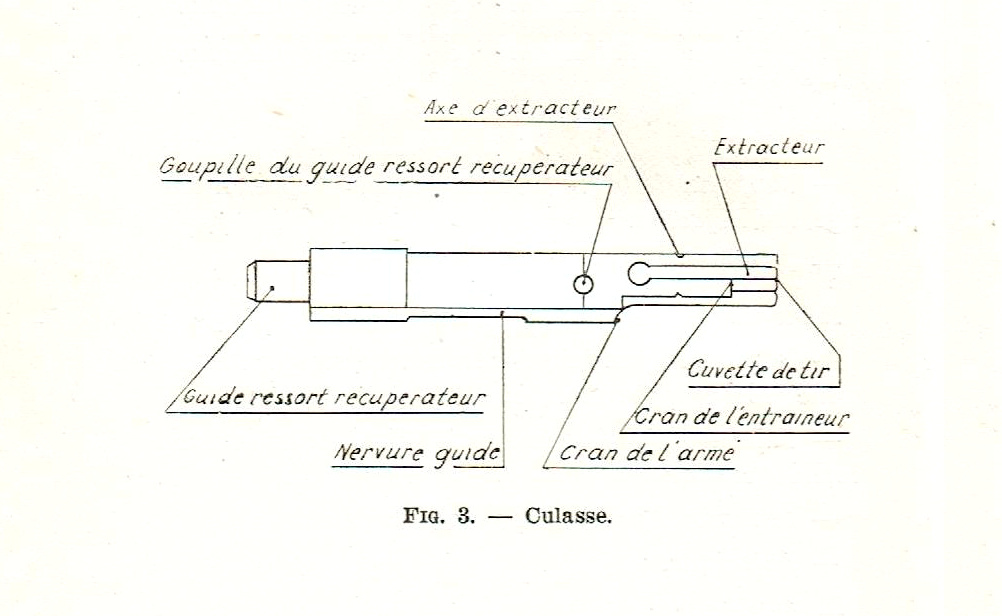
Схема затвора
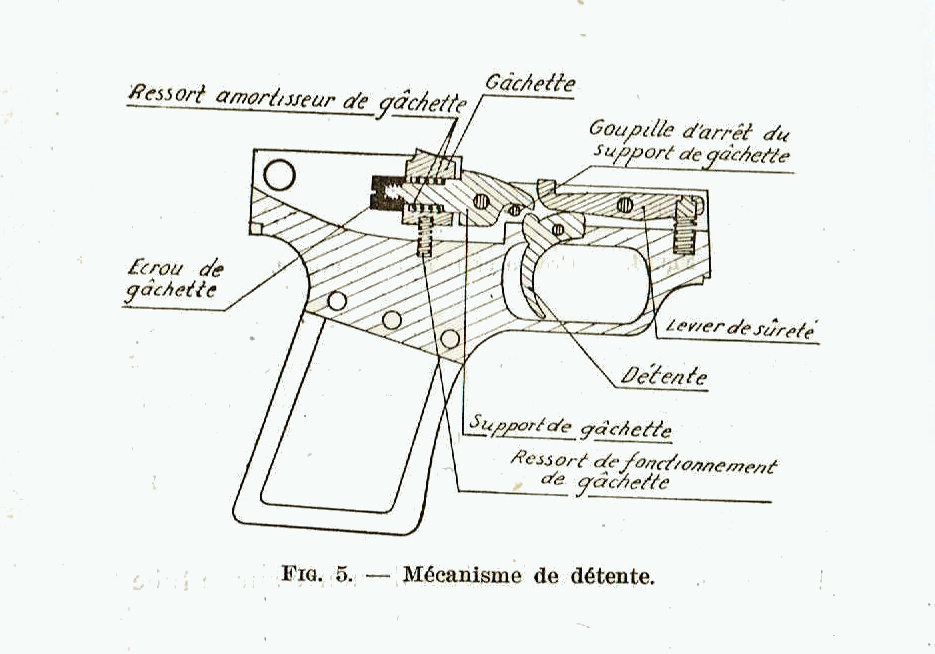
Схема нижнего ресивера
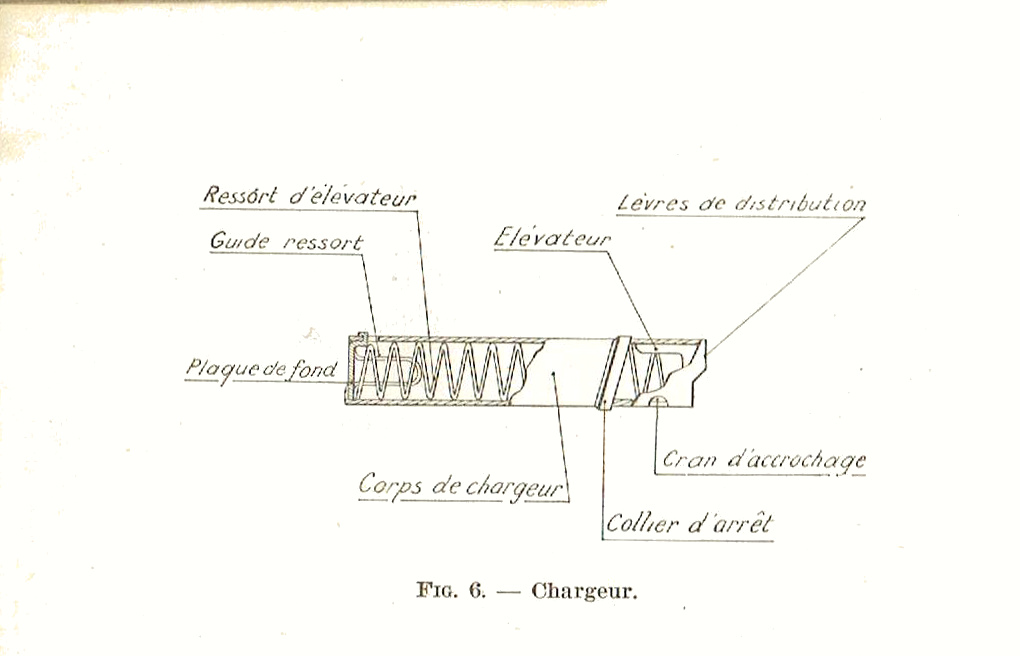
Схема магазина
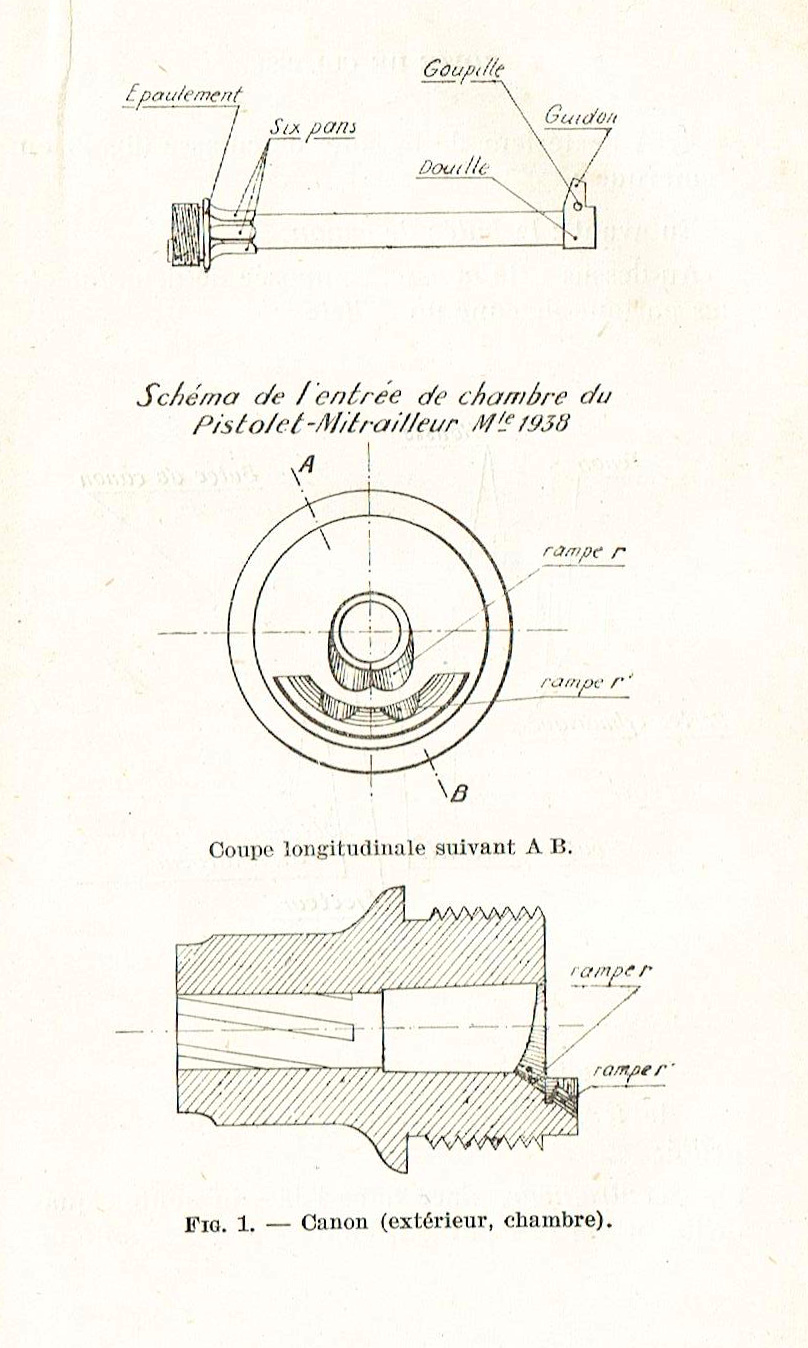
Схема ствола и патронника
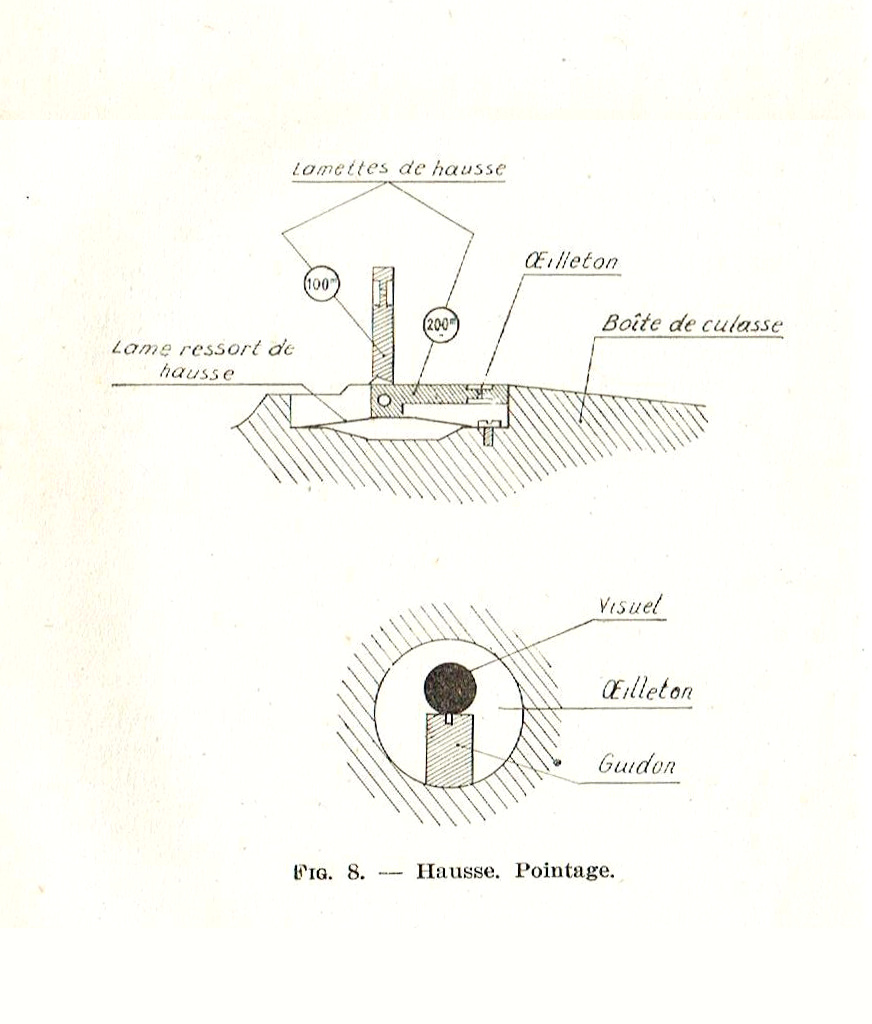
Схема целика
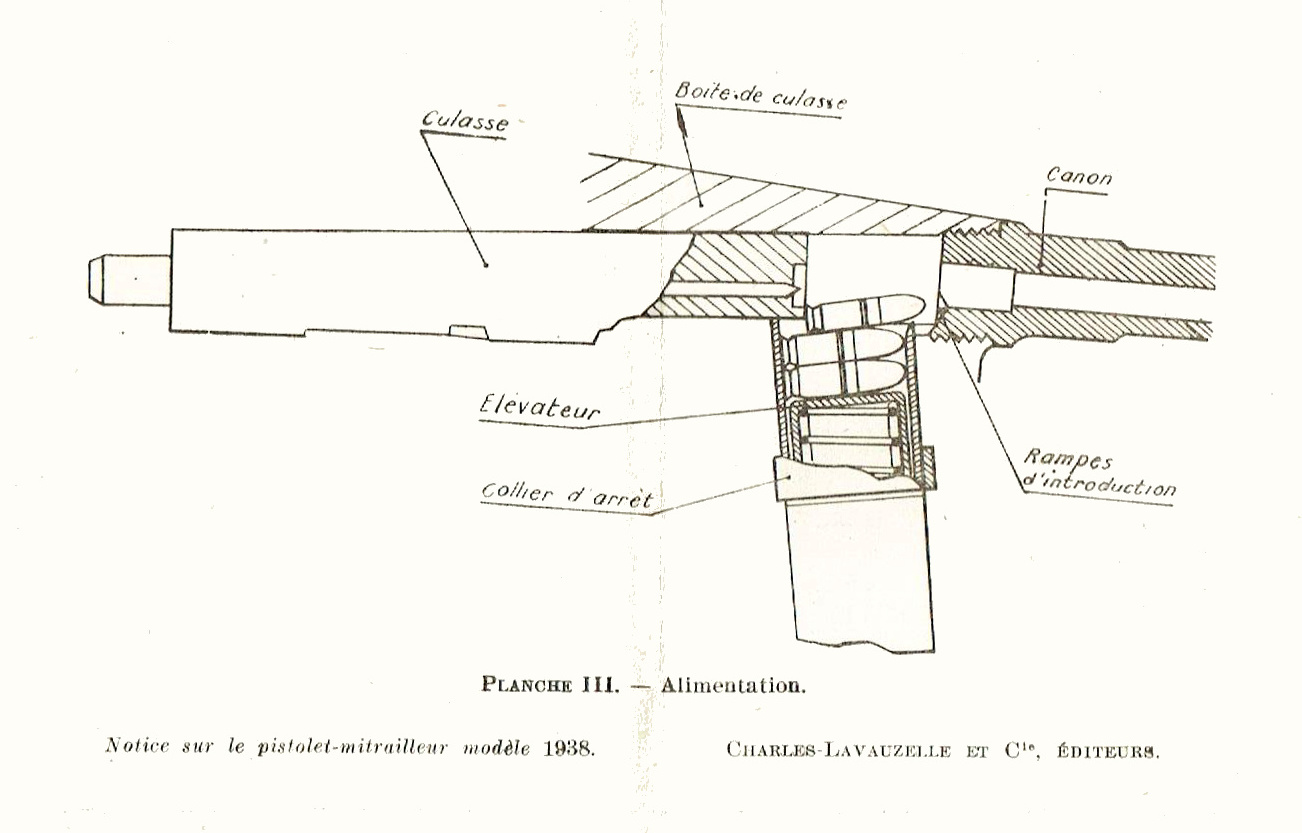
Схема подачи патрона
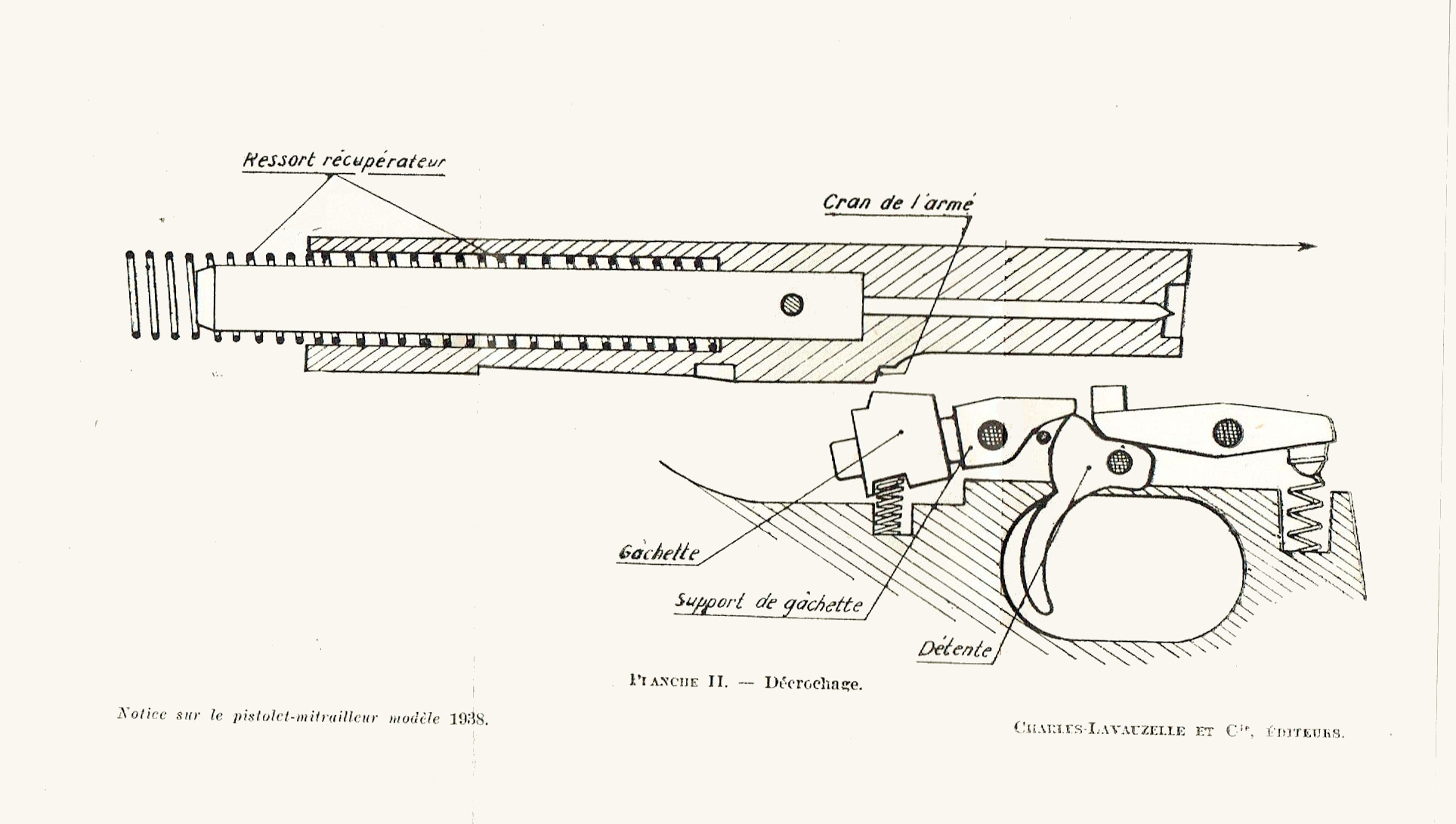
Схема ударно-спускового механизма
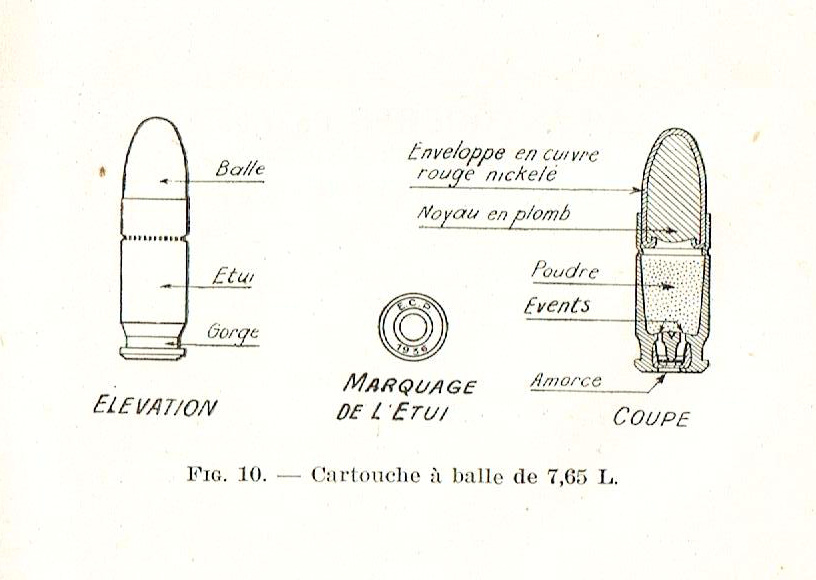
Схема патрона 7,65 × 20 мм Longue